# Tradição Centro Sul
O Grêmio Recreativo Cultural Escola de Samba Tradição Centro Sul é uma escola de samba de Diadema, SP. Nasceu a partir de uma reunião de amigos que gostavam de Carnaval e, assim, fundaram a Escola.
Em 2007, obteve o quarto lugar pelo Grupo 2.

## Carnavais
| Ano  | Colocação | Grupo | Enredo                                                           | Ref.  |
| ---- | --------- | ----- | ---------------------------------------------------------------- | ----- |
| 1998 |           |       | Com todo o seu esplendor, mulher mostre o seu valor              | [ 1 ] |
| 2000 | Campeã    | 2     | Os quatro elementos                                              | [ 1 ] |
| 2004 |           |       | Nas trevas sou a luz, na vida sou a chama que aquece seu coração | [ 1 ] |
| 2006 | 5º lugar  | 2     |                                                                  | [ 1 ] |
| 2007 | 4° lugar  | 2     | No vale da vida voei, renasci como guerreiro da Tradição         | [ 1 ] |
| 2008 | 5° lugar  | 2     | A águia e o homem, os sete espíritos da virtude                  | [ 1 ] |